# Andrew Lisle
Andrew Lisle (* 1988) ist ein britischer Jazz- und Improvisationsmusiker (Schlagzeug, Komposition).

## Leben und Wirken
Lisle, der aus Northumberland stammt, studierte am Leeds Conservatoire, an dem er 2011 den Bachelor in Musik (Jazz) erwarb. Seitdem arbeitete er in der englischen Improvisationsszene u. a. im Londoner Cafe Oto, trat aber auch in Kontinentaleuropa auf, etwa beim Incubate Festival im niederländischen Tilburg. Er leitet verschiedene Gruppen, darunter Orbits; des Weiteren ist er Mitglied der Gruppen von Alex Ward (Item 4–10) und Colin Webster, wie etwa im Kodian Trio und dessen Large Ensenmble (First Meeting, 2023). Außerdem spielte er mit John Dikeman, Dick Serries, Alan Wilkinson, mit der in Leeds ansässigen Improvisationsgruppe Shatner’s Bassoon, mit der zwischen 2013 und 2018 vier Alben entstanden, sowie mit Daniel Thompson und Simon Rose in The Spring Trio. Im Trio mit John Edwards und Kit Downes spielte er das Album Multi-Directional (2020) ein.
Unter eigenem Namen legte Lisle das Soloalbum Old School Geometry (2023) sowie im Duo mit dem Klarinettisten Alex Ward das Album Doors (2018) und mit dem Saxophonisten Thomas Lumley das Duoalbum Agalma (2023) vor. Lisle lebt und arbeitet als Tutor in London. Im Bereich des Jazz war er laut Tom Lord zwischen 2015 und 2022 an zehn Aufnahmesessions beteiligt.

## Diskographische Hinweise
- The Spring Trio (CRAM, 2015)
- Quartet & Quintet: Double Vortex (2017), mit John Dikeman, Dirk Serries, Colin Webster, Alan Wilkinson
- Colin Webster / Andrew Lisle / Otto Willberg: Static Garbled Dreams (2018)
- Stian Larsen / Andrew Lisle / Colin Webster: Zeal and Perseverance (2019)
- Yedo Gibson / Pawel Doskocz / Andrew Lisle / Vasco Furtado: Spontaneous Live Series 004 (2020)
- Kodian Plus: Disengage (2023), mit Charlotte Keeffe, Colin Webster, Dick Serries, Martina Verhoeven
- Alex Ward Item 4: Furthered (2023)
- Tom Challenger / Caius Williams / Andrew Lisle: Knot at the Join (2024)
- Dirk Serries / Rodrigo Amado{ / Andrew Lisle: The Invisible (Klanggalerie, 2024)